# Leszek Żabiński
Leszek Tadeusz Jerzy Żabiński (ur. 18 sierpnia 1947 we Wrocławiu, zm. 19 września 2019 w Siemianowicach Śląskich) – polski ekonomista i nauczyciel akademicki, profesor nauk ekonomicznych, rektor Uniwersytetu Ekonomicznego w Katowicach w kadencji 2012–2016.

## Życiorys
Był synem Stanisława (1919–2017) i Stanisławy (1914–2010). Jego rodzina od strony ojca wywodziła się z Bączala Górnego – Dutkowic na Podkarpaciu. Ojciec i stryj walczyli w podziemiu antykomunistycznym.
Leszek Żabiński ukończył w 1969 studia ekonomiczne w Wyższej Szkole Ekonomicznej we Wrocławiu. W 1975 doktoryzował się na tej uczelni (przekształconej wówczas w Akademię Ekonomiczną im. Oskara Langego), a habilitował się w 1981 na Wydziale Ekonomiki Produkcji i Obrotu Akademii Ekonomicznej w Poznaniu. W 1989 otrzymał tytuł profesora nauk ekonomicznych. Specjalizował się w zagadnieniach z zakresu polityki rynkowej, teorii rynku i zarządzania marketingowego.
Pracował w Akademii Ekonomicznej we Wrocławiu (1969–1979) i katowickim oddziale Instytutu Rynku Wewnętrznego i Konsumpcji (1979–1985), a także w Głównym Instytucie Górnictwa (1993–1996). Na początku lat 80. związał się zawodowo z Akademią Ekonomiczną im. Karola Adamieckiego w Katowicach, przekształconą następnie w Uniwersytet Ekonomiczny. W 1995 doszedł do stanowiska profesora zwyczajnego. Od 1987 był dyrektorem Instytutu Rynku i Konsumpcji, w 1991 objął kierownictwo Katedry Polityki Rynkowej i Zarządzania Marketingowego. W latach 2002–2008 pełnił funkcję dziekana Wydziału Zarządzania, w 2012 został wybrany na stanowisko rektora Uniwersytetu Ekonomicznego. W 2016 nie ubiegał się o reelekcję na kolejną kadencję.
Powoływany był w skład Komitetu Nauk Organizacji i Zarządzania oraz Komitetu Nauk Ekonomicznych Polskiej Akademii Nauk. Był członkiem Rady Strategii Społeczno-Gospodarczej przy Radzie Ministrów, rady nadzorczej Polskich Hut Stali, Rady Głównej Szkolnictwa Wyższego i Państwowej Komisji Akredytacyjnej. Kierował katowickim oddziałem Polskiego Towarzystwa Ekonomicznego (1993–2002), działał też w Towarzystwie Naukowym Organizacji i Kierownictwa.

## Odznaczenia
- Krzyż Oficerski Orderu Odrodzenia Polski (2005)[5]
- Krzyż Kawalerski Orderu Odrodzenia Polski (1997)[6]
- Złoty Krzyż Zasługi (1987)
- Medale Komisji Edukacji Narodowej (1990)
- Złota Odznaka Honorowa Polskiego Towarzystwa Ekonomicznego z Wieńcem (2004)
- Złota i Srebrna Odznaka „Zasłużony dla Akademii Ekonomicznej im. Karola Adamieckiego w Katowicach”
- Srebrna Odznaka Zrzeszenia Studentów Polskich (1969)